# Euerwang

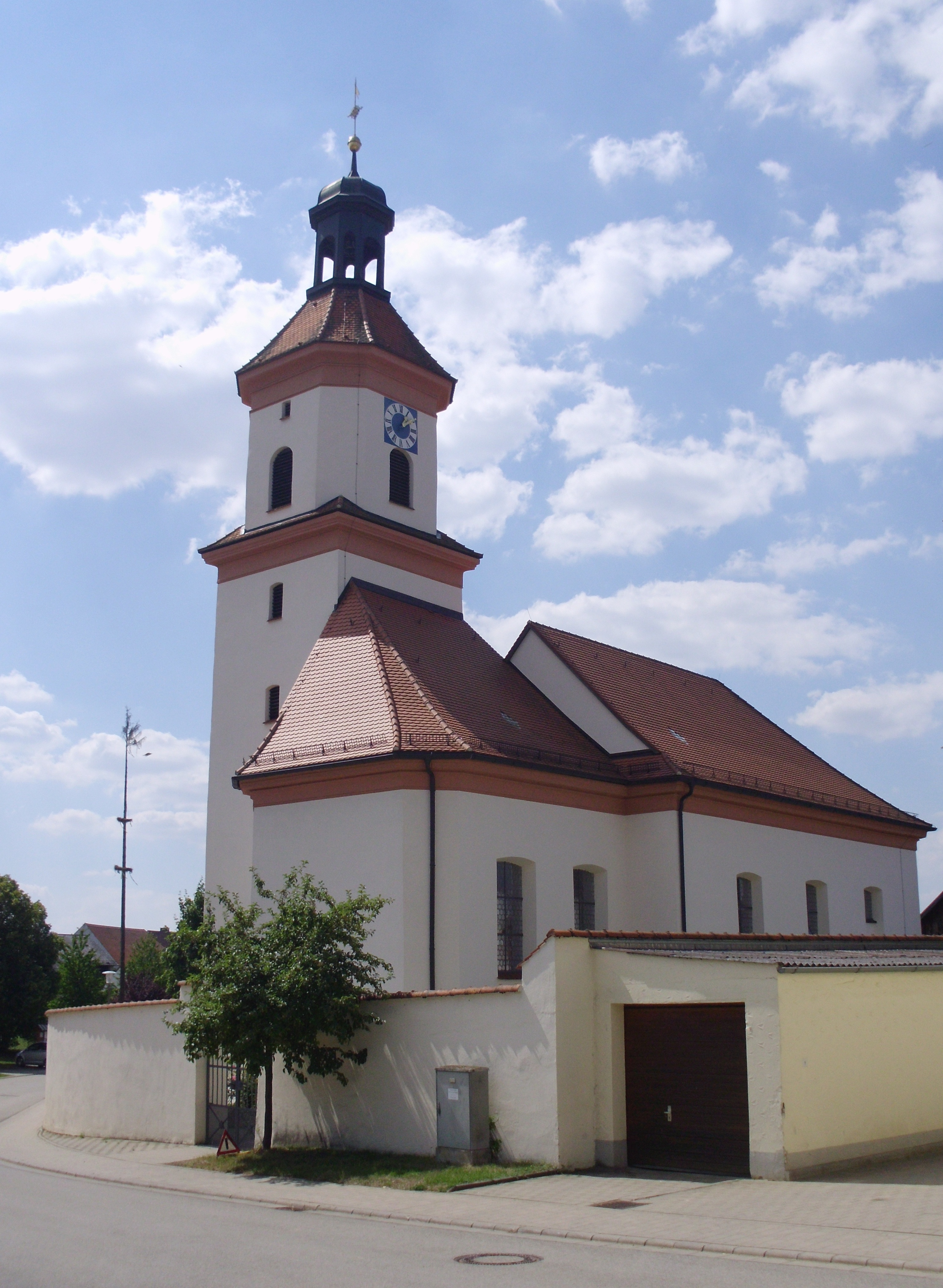
Kath. Filialkirche St. Martin

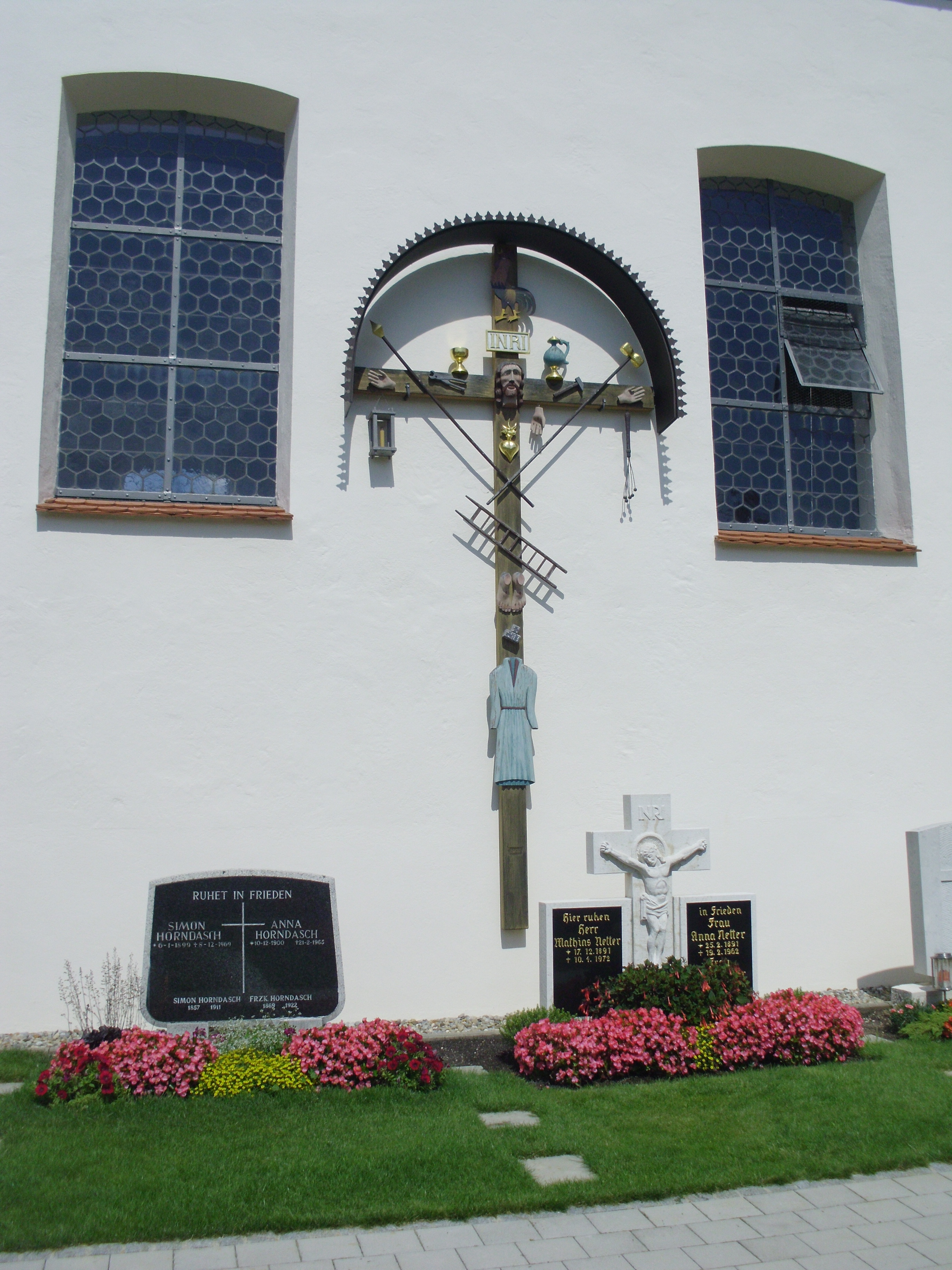
Arma Christi-Kreuz an der Kirche

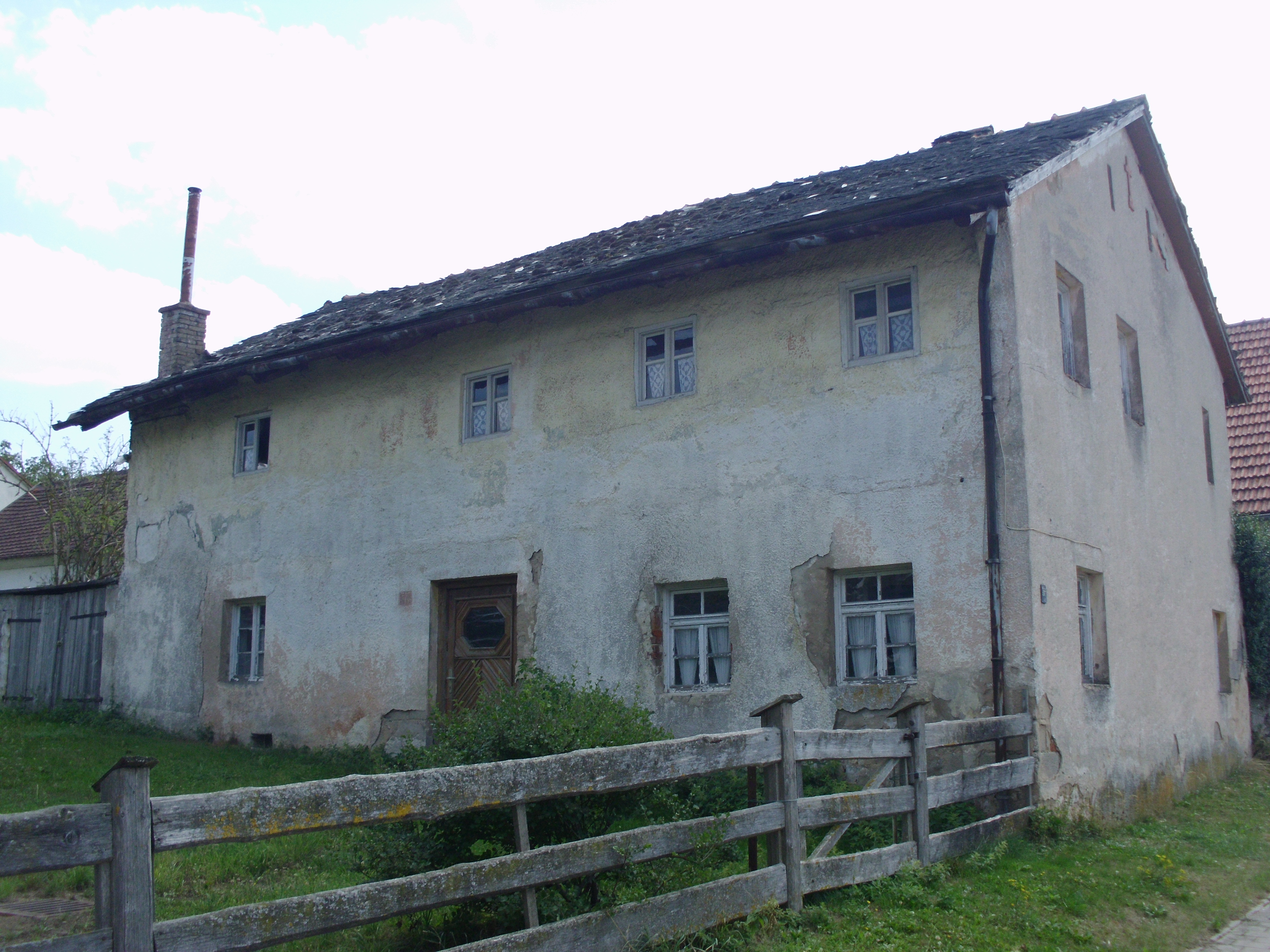
Jurahaus in Euerwang

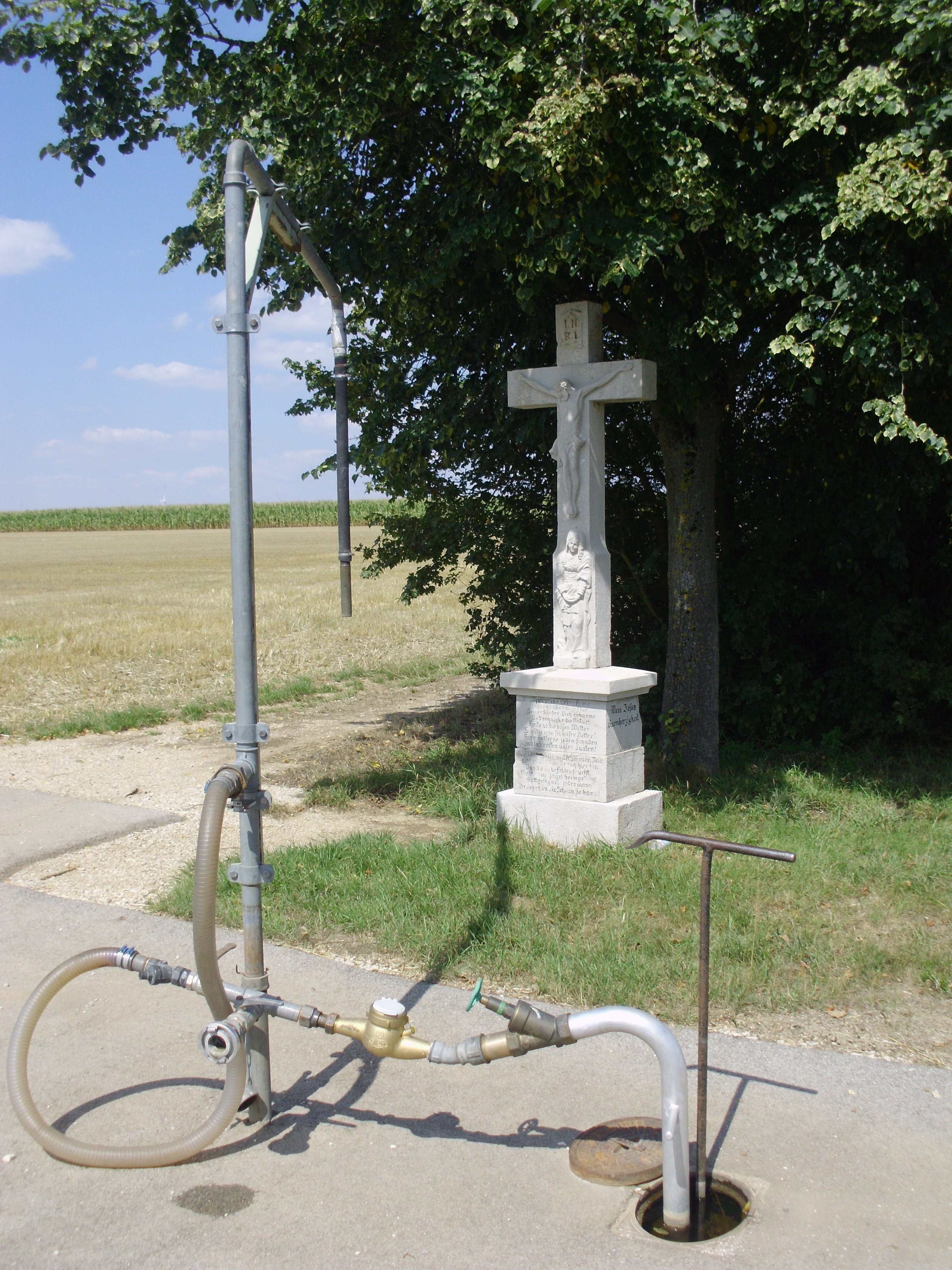
Flurkreuz bei Euerwang

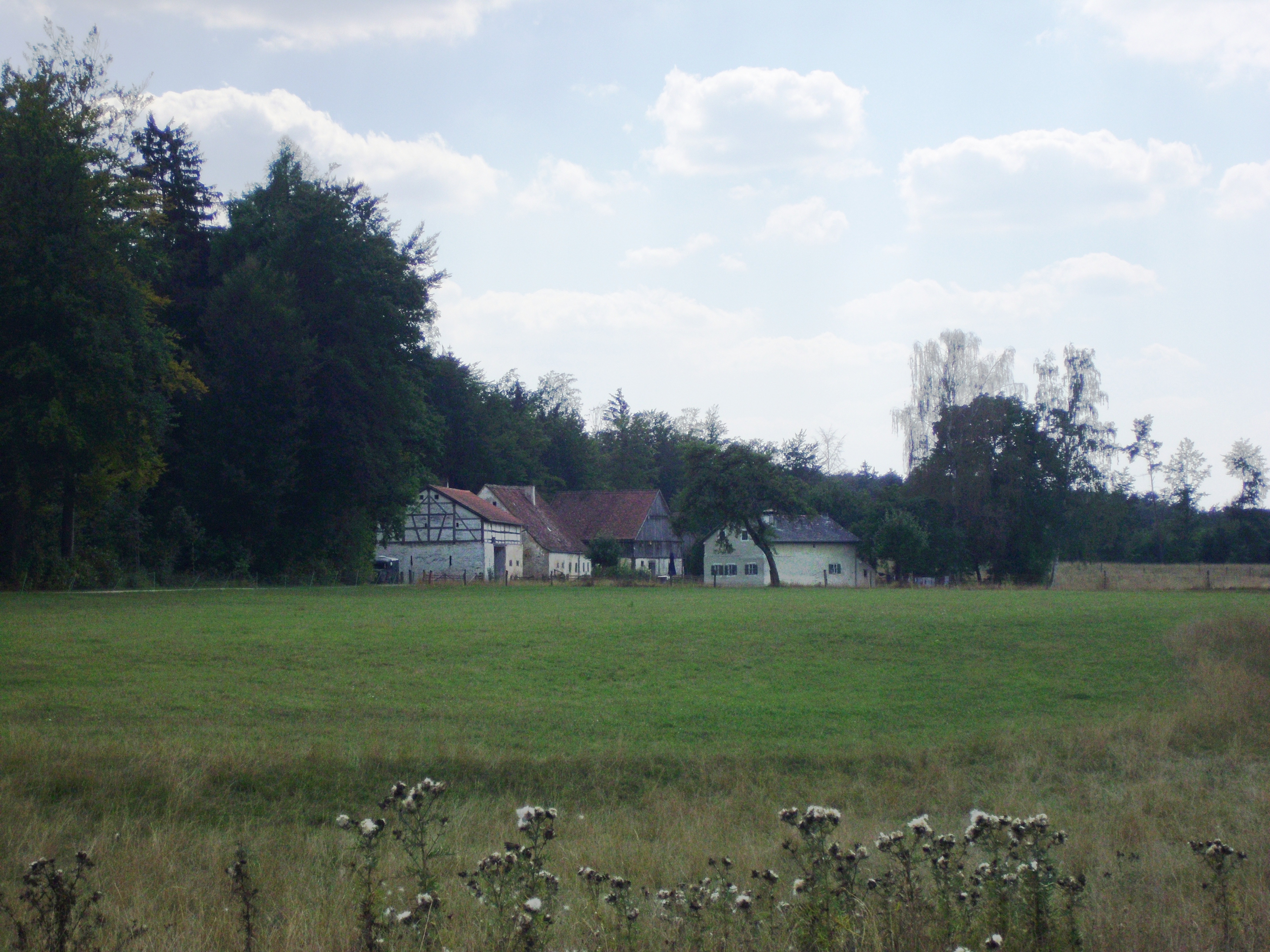
Ziegelhof, südlich von Euerwang

Euerwang ist ein Gemeindeteil der Stadt Greding im Landkreis Roth (Mittelfranken, Bayern). Die Gemarkung Euerwang hat eine Fläche von 6,410 km² und ist in 441 Flurstücke aufgeteilt, die eine durchschnittliche Flurstücksfläche von 14534,31 m² haben.

## Lage
Das Kirchdorf liegt rund vier Kilometer südwestlich von Greding am Fuß des 595 m ü. NHN hohen Euerwanger Bühls, einer der höchsten Erhebungen im Landkreis Roth. Gemeindeverbindungsstraßen führen nach Niefang und über Linden zur Staatsstraße 2236. Etwa 600 m östlich von Euerwang verläuft unter dem Euerwanger Bühl der 7700 m lange Euerwangtunnel der Schnellfahrstrecke Nürnberg–Ingolstadt.

## Ortsnamensdeutung
Gemäß den ältesten Namensbelegen „Urenwanch/Urenwang“ wird der Ortsname gedeutet als feuchter Weidegrund des Ur, des Auerochsen.

## Geschichte
Am Euerwanger Bühl wurden in Höhlen im Dolomit frühgeschichtliche Funde gemacht.
„Urenwanch“ ist erstmals 1158 im Zusammenhang mit dem dortigen Besitz des Domkapitels zu Eichstätt urkundlich erwähnt. 1179 bestätigte Papst Alexander III. den domkapitlischen Besitz zu „Urenwang“, nämlich den Meierhof samt Zugehörungen.
In der Auseinandersetzung der baierischen Herzöge und des Eichstätter Bischofs um das „Hirschberger Erbe“ wurde der Ort mit dem Gaimersheimer Spruch vom 19. Oktober 1305 dem Hochstift Eichstätt zugesprochen in dem Sinne, dass ihm hier die Halsgerichtsbarkeit zustand. Euerwang war domkapitlischer Gerichtsort hinsichtlich der niederen Gerichtsbarkeit für die domkapitlischen Untertanen in sechs Orten, darunter derjenigen in Euerwang selber. 1456 gab das Augustiner-Chorherrenstift Rebdorf den großen und kleinen Zehent zu Euerwang seinem „Widmann“ (= Widdumsbauer) zu Heimbach. 1472 kam das Hochstift durch die Erwerbspolitik des Fürstbischofs Wilhelm von Reichenau zu Besitz in Euerwang, den der Bischof den Herren von Heideck abkaufte, die ihn ihrerseits vom Ortsadel, den „Marschallen von Eyerwang“, erworben hatten.
Für 1796 ist ein französischer Emigrantenpriester in Euerwang nachgewiesen.
Gegen Ende des Alten Reiches, um 1800, bestand der Ort „Eywang, Eyerwang“ aus 35 Untertanen, von denen 32 dem Domkapitel und drei dem hochstiftischen Kastenamt Titting-Raitenbuch gehörten. Außerdem gab es im Dorf die Kirche, das Schul- und Mesnerhaus, eine Gemeindeschmiede und ein Hirtenhaus; auch gehörte eine Ziegelhütte zum Dorf. Die Dorf- und Gemeindeherrschaft übte das Domkapitel aus. Die Hochgerichtsbarkeit lag beim bischöflichen Richteramt Greding.
Infolge des Reichsdeputationshauptschlusses kam das Hochstift Eichstätt und damit auch das Kirchdorf Euerwang 1802 an den Großherzog Erzherzog Ferdinand III. von Toskana und 1805/06 an das neue Königreich Bayern. 1808 wurde infolge des Gemeindeedikts der Steuerdistrikt Euerwang gebildet, zu dem Heimbach gehörte, und 1811 die gleichnamige Ruralgemeinde, die deckungsgleich mit dem Steuerdistrikt war. Mit dem Zweiten Gemeindeedikt von 1818 wurden beide Orte wieder eigenständige Gemeinden, bis sie am 14. April 1830 erneut zur Gemeinde Euerwang zusammengefasst wurden. Zunächst war diese Gemeinde dem Landgericht Kipfenberg zugeordnet, ab 1. Oktober 1857 dem näher liegenden Landgericht Greding.
Für 1815 erfährt man, dass im Kirchhof ein „altes“ Schul- und Mesnerhaus stand; es wurde in bayerischer Zeit 1871 abgebrochen und durch einen Neubau ersetzt. Auch die Heimbacher Kinder besuchten die Euerwanger Schule. 1846 hatte Euerwang 211 „Seelen“, darunter je zwei Wirte, Bäcker, Schuhmacher und je einen Schmied, Wagner, Schreiner, Krämer, Metzger, Büttner und Schneider. 1875 wurden in Euerwang von 231 Einwohnern 36 Pferde und 203 Stück Rindvieh gehalten.
Im Zuge der Gemeindegebietsreform wurde die Gemeinde Euerwang mit ihrem Gemeindeteil Heimbach zum 1. Januar 1972 in die Stadt Greding eingegliedert. 1975 gewann das Dorf die Goldmedaille im Wettbewerb Unser Dorf hat Zukunft.

### Einwohnerentwicklung (nur das Dorf Euerwang)
- 1823: 142 (23 Anwesen)[17]
- 1840: 211 (39 Häuser, 40 Familien)[15]
- 1871: 231 (104 Gebäude)[16]
- 1900: 264 (47 Wohngebäude)[18]
- 1937: 235[19]
- 1950: 280 (47 Anwesen)[17]
- 1961: 219 (47 Wohngebäude)[20]
- 1987: 216 (51 Wohngebäude, 52 Wohnungen)[21]
- 2014: 178[22]

## Katholische Filialkirche St. Martin
Mitte des 16. Jahrhunderts war Euerwang noch eine Filiale von Altdorf im Anlautertal, bevor es eine Filiale der Pfarrei „Pauli Bekehrung“ in Heimbach wurde. Die Filialkirche St. Martin erbaute 1728 der Eichstätter Hofbaudirektor Gabriel de Gabrieli; sie wurde am 28. Oktober des gleichen Jahres konsekriert. Felix Mader urteilt: „Der Bau hat schöne Verhältnisse. Er ist mit feinem Empfinden dem Dorfbild eingegliedert.“ Das dreiachsige Langhaus hat mit dem eingezogenen Chor an der Ostseite die Maße 15,15 × 8,60 Meter. Die Stuckaturen und die Stuckkanzel stammen von Franz Horneis, die Fresken von 1728 von Joseph Dietrich, der auch das Altarblatt des Hochaltars mit dem Kirchenpatron malte. 1809 kam eine 9-Register-Orgel des Orgelbauers Bittner (Eichstätt) in die Kirche. Der Turm hat einen hohen quadratischen Unterbau, darüber ein Glockengeschoss mit Schrägecken und einen Ziegelhelm mit oktogonaler gekuppelter Laterne. Die Chordachung besteht auffallenderweise aus einem an den Turm sich anlehnenden Pultdach. 1937 hingen vier Glocken im Turm, drei von 1913 und eine von 1693. Der Lehrer von Euerwang war um 1937 zugleich Organist und Kantor.
Eine Marienkapelle von circa 1800 steht am Weg Euerwang-Greding. 1873 wurde eine weitere Feldkapelle errichtet. Eine andere „sehr alte“ Feldkapelle war der Heiligsten Dreifaltigkeit geweiht. 1950 wurden von Martin Frank drei neue Glocken, von einer Gießerei aus Erding, geweiht.

### Orgel
1994 erhielt die Kirche von WRK Orgelbau eine neue Orgel mit 13 Registern auf zwei Manualen und Pedal mit Schleifladen. Die Spiel- und Registertraktur ist mechanisch. Es wurde der Prospekt von 1910 weiterverwendet.
| I Hauptwerk |       |
| Principal   | 8′    |
| Gedeckt     | 8′    |
| Oktave      | 4′    |
| Spitzflöte  | 4′    |
| Gemshorn    | 2′    |
| Mixtur IV   | 1 ⁄3′ |

| II Brustwerk |       |
| Rohrflöte    | 8′    |
| Salicional   | 8′    |
| Koppelflöte  | 4′    |
| Prinzipal    | 2′    |
| Quinte       | 1 ⁄3′ |

| Pedal      |     |
| Bourdonbaß | 16′ |
| Gedacktbaß | 8′  |

- Koppeln: II/I, II/P, I/P;

## Baudenkmäler
Außer der Filialkirche gelten als Baudenkmäler eine Wegkapelle am Linder Weg 10 aus dem 18. Jahrhundert, das Bauernhaus am Enkeringer Weg 1 in Jurahaus-Bauweise aus der 1. Hälfte des 19. Jahrhunderts sowie drei religiöse Kleindenkmäler.

## Sohn des Ortes
- Martin Frank (1888–1963), Geistlicher, Studienrat und Domkapitular